# مسراق البوق
مِسْراقُ البوق (بالإنجليزية: Mesosalpinx)‏، هو جزء من بطانة التجويف البطني. تحديداً الجزء من الرباط العريض الرحمي الذي يمتد من المبيض إلى مستوى أنبوب الرحم.